# Обозреватель (интернет-издание)
«Обозреватель» (стилизованное название — Oboz.ua) — украинское интернет-издание социально-политической направленности. Основано в 2001 году. Принадлежит украинскому политику и предпринимателю Михаилу Бродскому. В издании он занимает должность председателя редакционного совета «Обозревателя». Шеф-редактор — Орест Сохар.

## История

### Русскоязычная версия
Впервые русскоязычная версия сайта запущена в 2001 году. В 2007 медиахолдинг «Обозреватель» стал владельцем интернет-портала «Украинский портал», на основе которого заработало интернет-издание «Обозреватель». В том же году «Обозреватель» стал владельцем украинского сайта «Мобильник.ua».
С 1 июня 2010 холдинг «Обоз.ua», которому принадлежит «Обозреватель», объединил все имеющиеся ресурсы в один основной сайт, на котором разместил все направления, которые раньше работали отдельно, в целостный проект. Запустил информационную сеть MyObozrevatel для независимых журналистов. В 2011 году холдинг «Обоз.ua» приобрёл сервис по созданию интернет-магазинов.
В марте 2017 года украинская общественная организация «Институт массовой информации» определила в текстах «Обозревателя» нарушение стандартов подачи журналистских материалов, выделив ресурсу всего 32 % качественного текста из 100 % возможных. До конца августа этого же года процент новостей без нарушений журналистских стандартов вырос ровно в два раза. Организация определила 64 % новостей без нарушений.
У издания есть собственный телеканал Oboz TV. 27 июля 2017 Oboz TV получил лицензию на круглосуточное спутниковое вещание. Ранее телеканал был разделом на сайте obozrevatel.com под названием Oboz TV, однако 13 февраля 2020 года сменил название на Obozrevatel TV.

### Украиноязычная версия
Впервые украиноязычная версия издания была запущена в 2005 году по адресу oglyadach.com. В конце 2005 года украиноязычную версию сайта закрыли, сделав с неё перенаправление на украиноязычную версию ukr.obozrevatel.com. Версия по адресу ukr.obozrevatel.com существовала с 2005 года по декабрь 2012, после чего она была закрыта. Возрождена была только через 5 лет в 2017 году по адресу obozrevatel.com/ukr/.

### Другие сервисы
В январе 2008 года интернет-холдинг «ОБОЗ.ua» и «Майкрософт Украина» добавили на сайт ОБОЗ.ua поисковую службу на базе Live Search.
В марте того же года интернет-холдинг «ОБОЗ.ua» и «Майкрософт Украина» сообщили о намерении о предоставлении на сайте ОБОЗ.ua доступа к службе электронной почты на базе Hotmail и других программ и служб Windows Live (Windows Live Mail, Microsoft Outlook, Windows Live Messenger), интегрированных с Live ID.

## Судебное разбирательство
В феврале 2020 года блогер Анатолий Шарий подал иск в суд на главу редакционного совета «Обозревателя» Михаила Бродского по делу о защите чести и достоинства. Блогер через суд требовал опровергнуть обвинения в адрес Шария со стороны адвоката Марка Фейгина, опубликованные в том числе в «Обозревателе».
25 мая 2020 года Васильковский городской районный суд Киевской области частично удовлетворил иск и постановил признать недостоверными заявления Фейгина о Шарие, удалить некоторые статьи на сайте «Обозревателя» и опубликовать опровержения. Издание решение суда выполнило, указанные в решении суда материалы были удалены с сайта. Шарий также подал иск против Фейгина в Литве, однако там судья, в отличие от украинского коллеги, отказал блогеру.

## Рейтинги и признания
В 2015 году «Обозреватель» занял первое место в рейтинге «15 самых популярных украинских новостных сайтов» по версии журнала «Новое время».
В 2016 году «Обозреватель» был признан лучшим интернет-медиа по версии украинской общенациональной программы «Человек года».
По данным Интернет ассоциации Украины от 2017 года, «Обозреватель» входил в топ-25 самых популярных украинских сайтов в ранжировании по среднедневной доле и в топ-20 в ранжировании по охвату.
Согласно данным исследовательской компании TNS от 2017 года, «Обозреватель» входил в топ-20 самых популярных украинских сайтов.
В 2017 стал 18-м по популярности сайтом на Украине согласно рейтингу «РБК-Украина».
В феврале 2018 года закрепился на 4 позиции в «Топ-10 новостных сайтов Украины» с 14,45 % аудитории в рейтинге украинского телеканала «24».

## Известные журналисты
- Татьяна Черновол
- Соня Кошкина
- Анатолий Шарий